# Контрада Неро (Катанцаро)
Контрада Неро је насеље у Италији у округу Катанцаро, региону Калабрија.
Према процени из 2011. у насељу је живело 13 становника. Насеље се налази на надморској висини од 1156 м.